# Josh Magette
Josh Magette (Birmingham, Alabama, 28 de noviembre de 1989) es un baloncestista estadounidense que pertenece al Tasmania JackJumpers de la National Basketball League (Australia). Con 1,85 metros de estatura, juega en la posición de base.

## Trayectoria deportiva

### Universidad
Jugó cuatro temporadas con los Chargers de la Universidad de Alabama en Huntsville, de la NCAA II promediando en la última de ellas 12,7 puntos, 8,9 asistencias y 5,4 rebotes por partido, lo que le valió para ser elegido co-Jugador del Año de la Gulf South Conference. Anteriormente había sido elegido Novato del Año de la conferencia en 2009, e incluido en el mejor quinteto en 2011 y 2012.

### Profesional
Tras no ser elegido en el Draft de la NBA de 2012, en el mes de agosto firmó su primer contrato profesional con el Landstede Basketbal de la liga neerlandesa, donde jugó una temporada en la que promedió 11,5 puntos y 5,7 asistencias por partido.
El 1 de noviembre de 2013 es elegido en la segunda ronda del Draft de la NBA D-League por Los Angeles D-Fenders, con los que firmó contrato, disputando una temporada en la que promedió 10,3 puntos y 6,9 asistencias por partido.
En julio de 2014 firmó contrato con el Koroivos B.C. de la liga griega, jugando una temporada en la que promedió 7,0 puntos y 4,7 asistencias por partido.
En octubre de 2015 regresó a los D-Fenders, con los que esa temporada promedió 11,5 puntos, 9,1 asistencias y 2,4 robos por partido, liderando la liga en estos dos últimos apartados.
El 3 de octubre de 2016 firmó contrato con los Atlanta Hawks de la NBA, pero fue despedido ptras disputar tres partidos de pretemporada. Una semana después fue readquirido por los D-Fenders.
Con experiencia en liga neerlandesa, griega y G-League, Magette vivió su explosión como jugador en la temporada 2017-2018 firmando por los Atlanta Hawks de la NBA. Una temporada con pocos minutos y de nuevo retorno a Europa para enrolarse en el proyecto de Sito Alonso en KK Cedevita, pero saldría al término de la primera vuelta de la temporada.
En diciembre de 2018, firma con el Herbalife Gran Canaria de la Liga Endesa.
El 27 de marzo de 2019, deja de ser jugador de Herbalife Gran Canaria tras haber sido cortado por el club canario. El base americano llegó como refuerzo en el mercado estival, jugó 10 partidos (4 en ACB y 6 en Euroliga) con el conjunto canario con unos promedios de 5 puntos, 3 asistencias y 1,5 rebotes en liga doméstica, y 2,2 puntos y 4,3 asistencias en Euroliga.
El 23 de julio de 2019, firma un contrato dual con Orlando Magic. En ese periodo alterna más encuentros con los Lakeland Magic de la G League, y el 11 de enero de 2020, firma un contrato de 10 días con Orlando, pero es cortado por los Magic el 14 de enero tras ocho encuentros. Regresando hasta final de temporada a los Lakeland Magic.
El 10 de diciembre de 2020 fichó por el Darüşşafaka Tekfen de la BSL turca.
El 29 de julio de 2021, firma por los Tasmania JackJumpers de la National Basketball League (Australia).

## Estadísticas de su carrera en la NBA

### Temporada regular
| Año     | Equipo  | PJ | PT | MPP  | %TC  | %3P  | %TL   | RPP | APP | ROB | TPP | PPP |
| ------- | ------- | -- | -- | ---- | ---- | ---- | ----- | --- | --- | --- | --- | --- |
| 2017-18 | Atlanta | 18 | 0  | 12.0 | .326 | .364 | 1.000 | 1.1 | 3.2 | .4  | .1  | 2.6 |
| 2019-20 | Orlando | 8  | 0  | 4.8  | .333 | .250 | .500  | .8  | .6  | .4  | .1  | 1.5 |
| Total   | Total   | 26 | 0  | 9.8  | .328 | .346 | .900  | 1.0 | 2.4 | .4  | .1  | 2.2 |